# Raskrižje
 Ovo je glavno značenje pojma Raskrižje. Za naselje u općini Skrad pogledajte Raskrižje (Skrad).
Raskrižje ili križanje je površina na kojoj se križaju ili spajaju dvije ceste ili više cesta, a i šira prometna površina (trgovi i sl.) koja nastaje križanjem, odnosno spajanjem cesta.